# Deep Six (альбом)
Deep Six — збірка пісень сіетлських рок-гуртів, що вийшла в 1986 році на лейблі C/Z Records.

## Історія створення

### Передумови появи альбому
Ідея випуски збірки з піснями колективів сіетлської сцени належить Крісу Ганзеку та Тіні Касале. Вони познайомились в 1978 році в Пенсільванії, після чого жили в Бостоні протягом двох років. Саме там Ганзек почав записувати пісні місцевих колективів. В 1983 році Ганзеку прислали декілька пісень сіетлських гуртів (Blackouts, 3 Swimmers, The Fartz), запросивши переїхати до Сіетлу, і він погодився. В 1984 році разом с Касале вони відкрили студію звукозапису Reciprocal Studio, де за помірні гроші стали  записуватись місцеві гурти, зокрема The Accused та Green River.
Через рік сплив термін оренди приміщення студії. Ганзек та Касале помітили, що в місті немає жодного лейблу звукозапису, та вирішили заснувати свою компанію. В 1985 році вони створили лейбл C/Z Records, щоб розвивати місцеву сцену. Першою платівкою вони хотіли зробити спліт-альбом Green River та Soundgarden, але Марк Арм з Green River запропонував додати Melvins, Malfunkshun та U-Men. Останнім, шостим колективом став Skin Yard, які хоча і були молодшими за інших, проте, як сказав пізніше Кім Таїл (Soundgarden), «нам подобався Джек Ендіно». Майже всі з них тільки починали музичну кар'єру, тому були раді можливості опинитись на цій збірці. Виключенням були U-Men, які були досить відомими й без цього, але погодились «зробити послугу» іншим.

### Запис та зведення
Запис альбому тривав з серпня по вересень 1985 року, а бюджет складав близько 2 500 доларів. Ганзек та Касале вже не мали власного студійного приміщення, тому використали студію Пола Скоулза Ironwood Studios. Вони оплатили дві сесії, в кожній з яких брали участь по три гурти. Запис пройшов досить гладко, і єдині складнощі виникли в U-Men, яким довелось записуватись з один дубль на чужій апаратурі, бо вони поспішали в турне з Minutemen та Ніком Кейвом.
Під час зведення пісень Ганзек дозволив одному-двом учасникам кожного гурту залучитись до процесу. Пізніше він називав це власною помилкою, бо «з трьох поганих інженерів не створиш одного доброго». Кожному гурту виділялось близько чотирьох годин, але через суперечки фінальні результати вийшли досить різними. До того ж у Тіни Касале та Стоуна Ґоссарда з Green River стався конфлікт, вони накричали один на одного. Пізніше Ганзек згадував, що чув від декого про «погане продюсування» альбому, яке сталось саме через його занадто демократичний підхід.
Автором назви альбому Deep Six став гітарист Soundgarden Кім Таїл. Цей морський термін означав «позбутись чогось, викинути за борт». На думку Таїла, він підходив збірці, бо на ній було представлено саме шість гуртів, і всіх їх нібито «викинули в океан».

### Вихід альбому
Платівка вийшла в лютому або березні 1986 року. Було виготовлено дві тисячі копій. 21 та 22 березня в UCT Hall відбулися концерти, присвячені її виходу: спочатку грали Green River, Soundgarden та Melvins, наступного дня — U-Men, Skin Yard та Malfunkshun. Окрім цього, Ганзек та Касале не організовували якусь додаткову рекламну кампанію і не сподівались, що реліз альбому дозволить їм хоча б повернути вкладені гроші. Вони просто вважали за необхідне зрушити місцеву сцену з місця, бо на той час всі захоплювались іншою музикою, синтезаторною «новою хвилею».
Примірники Deep Six потрапили на місцеве студентське радіо та в різні ЗМІ, і в Сіетлі реліз не пройшов непоміченим. Як пізніше розповідав Ганзек, «Deep Six зробив свою справу, бо просигналізував, що щось таки відбувається, і що на цій планеті в Сіетлі існує якесь життя». Зокрема, після цього представленим на ній гуртам стало набагато легше організовувати концерти.
В місцевій газеті The Rocket вийшла позитивна рецензія, в якій звернули увагу на інноваційний характер платівки. «Той факт, що жодна з цих груп не змогла б відкривати концерти Metallica або The Exploited, не терплячи знущання, лише свідчить про те, наскільки глибоко андеграунд увібрав в себе певний вплив, створивши музику, яка не є ані панк-роком, ані металом, але є чимось третім, зовсім іншим» — писала Доун Андерсон. У квітневому випуску колонки Sub Pop Брюс Певітт також відзначив цей запис, назвавши його повільне і важке звучання «домінантним звуком Сіетлу 1986 року».

## Значення
Попри певну місцеву популярність, за межами Сіетлу Deep Six довгий залишався невідомим майже нікому. Лише після того, як на початку дев'яностих вихід альбомів Nirvana та Pearl Jam прикував увагу до сіетлської ґранджової сцени, на лейблі A&M Records збірка була перевидана знову. З часом вона стала вважатись «документом епохи», який показував, як саме відбувалось формування місцевих колективів. Сам Ганзек ставився до нього неоднозначно, називаючи Deep Six «скам'янілостями динозаврів ґранджозолійського періоду; дуже недосконалим, важким для прослуховування, непослідовним, трохи дивним, і дивовижно чесним».
В журналі Rolling Stone Deep Six внесли до списку найкращих ґранджових альбомів. Корі Ґроу порівняв його із фотографією першокурсників Сіетлського ґранджового університету, на якій можна почути молодих майбутніх зірок — Базза Осборна, Кріса Корнелла, Енді Вуда — і побачити, як все починалось. Він відзначив грубі та важкі пісні, серед яких вирізнялись «All Your Lies» Soundgarden, «Blessing the Operation» Melvins та «10,000 Things» Green River, та назвав своєрідним «внутрішньоутробним УЗД гранджу».

## Список пісень
| #   | Назва                            | Автор                        | Гурт        | Тривалість |
| --- | -------------------------------- | ---------------------------- | ----------- | ---------- |
| 1.  | «10,000 Things»                  | Амент, Ґоссард, Арм          | Green River | 3:34       |
| 2.  | «Scared»                         | Осборн                       | The Melvins | 2:16       |
| 3.  | «Blessing The Operation»         | Осборн                       | The Melvins | 0:40       |
| 4.  | «With Yo' Heart (Not Yo' Hands)» | Е. Вуд, К. Вуд               | Malfunkshun | 3:50       |
| 5.  | «Throb»                          | Skin Yard                    | Skin Yard   | 5:28       |
| 6.  | «Heretic»                        | Soundgarden                  | Soundgarden | 3:21       |
| 7.  | «Tears To Forget»                | Soundgarden                  | Soundgarden | 2:04       |
| 8.  | «Stars-N-You»                    | Е. Вуд                       | Malfunkshun | 1:44       |
| 9.  | «Grinding Process»               | Осборн                       | The Melvins | 2:05       |
| 10. | «She Waits»                      | Осборн, Кровер               | The Melvins | 0:37       |
| 11. | «The Birds»                      | Skin Yard                    | Skin Yard   | 3:52       |
| 12. | «All Your Lies»                  | Soundgarden                  | Soundgarden | 3:50       |
| 13. | «Your Own Best Friend»           | Вінсент, Амент, Ґоссард, Арм | Green River | 6:19       |
| 14. | «They»                           | U-Men                        | U-Men       | 3:30       |